# Drienovo
Drienovo (bis 1927 slowakisch „Drieňovo“; ungarisch Csábrágsomos – 1892–1907 Hontsomos und älter Drénó oder Drenó) ist eine Gemeinde in der Mitte der Slowakei mit 97 Einwohnern (Stand 31. Dezember 2024), die im Okres Krupina, einem Kreis des Banskobystrický kraj, liegt.

## Geographie
Die Gemeinde befindet sich in der Hochebene Krupinská planina, auf einem Rücken zwischen den Tälern der Flüsschen Litava im Osten und Vrbovok im Westen, mit beiden im Einzugsgebiet der Krupinica. Das Ortszentrum liegt auf einer Höhe von 370 m n.m. und ist 18 Kilometer von Krupina entfernt (Straßenentfernung).
Nachbargemeinden sind Čabradský Vrbovok im Norden und Osten, Čelovce im Südosten, Plášťovce im Süden, Rykynčice und Medovarce im Südwesten und Selce im Westen.

## Geschichte
Drienovo wurde zum ersten Mal 1256 als Drino schriftlich erwähnt und war zuerst Teil der Herrschaft der Burg Čabraď. Im 16. Jahrhundert war das Dorf Besitz von Familien wie Bakóci, Erdődy, Pálffy sowie des Karpfener Hauptmanns Krušič. Ab 1629 war der Ort Gut der Familie Koháry und später der Familie Coburg. 1715 gab es 15 Haushalte, 1828 zählte man 103 Häuser und 618 Einwohner, die als Landwirte und Winzer beschäftigt waren.
Bis 1918 gehörte der im Komitat Hont liegende Ort zum Königreich Ungarn und kam danach zur Tschechoslowakei beziehungsweise heute Slowakei. Die Einwohner nahmen am Slowakischen Nationalaufstand teil.

## Bevölkerung
| Jahr                | 1994 | 2004    | 2014     | 2024     |
| ------------------- | ---- | ------- | -------- | -------- |
| Anzahl der Personen | 127  | 128     | 111      | 97       |
| Unterschied         |      | +0,78 % | −13,28 % | −12,61 % |

| Jahr                | 2023 | 2024    |
| ------------------- | ---- | ------- |
| Anzahl der Personen | 99   | 97      |
| Unterschied         |      | −2,02 % |

Nach der Volkszählung 2011 wohnten in Drienovo 113 Einwohner, davon 106 Slowaken und ein Magyare. Sechs Einwohner machten keine Angabe zur Ethnie.
58 Einwohner bekannten sich zur Evangelischen Kirche A. B., 46 Einwohner zur Römisch-katholischen Kirche sowie jeweils ein Einwohner zur griechisch-katholischen Kirche und zur reformierten Kirche. Drei Einwohner waren konfessionslos und bei vier Einwohnern wurde die Konfession nicht ermittelt.

## Bauwerke und Denkmäler
- evangelische Kirche im Stil des Historismus aus den Jahren 1906–07, erbaut an der Stelle einer älteren Kirche aus dem Jahr 1773[6]